# Nephrotoma seniana
Nephrotoma seniana är en tvåvingeart som beskrevs av Alexander 1952. Nephrotoma seniana ingår i släktet Nephrotoma och familjen storharkrankar. Inga underarter finns listade i Catalogue of Life.